# Puddington (Cheshire)
Puddington – wieś w Anglii, w hrabstwie ceremonialnym Cheshire, w dystrykcie (unitary authority) Cheshire West and Chester. Leży 11 km na północny zachód od miasta Chester i 276 km na północny zachód od Londynu. W 2001 miejscowość liczyła 325 mieszkańców.